# Jac Berrocal
Pour les articles homonymes, voir Berrocal (homonymie).
Jac Berrocal, né Jacques-Antoine-Jean-Evariste Berrocal le 22 octobre 1946 à Saint-Jean-d'Angély, est un trompettiste, chanteur et compositeur français.
Figure inclassable de la scène alternative française, ce personnage excentrique a travaillé aux côtés de nombreux musiciens issus d'univers musicaux très variés, avec un style indéfinissable oscillant entre rock indépendant et free jazz.

## Biographie
Il s'intéresse très tôt à la musique: dès l'âge de dix ans il chante des motets de la Renaissance au sein des Petits Chanteurs de  l'Étoile. Plus tard il penche vers le rock et chante à l'âge de quinze ans dans un groupe amateur. Il découvre ensuite le free jazz à travers Ornette Coleman et son morceau Lonely Woman, sur l'album The Shape of Jazz to Come, 1959. Il entame alors l'étude de la trompette, qui restera son instrument de prédilection.
En 1970, accompagné du peintre Michel Potage,  de l'accordéoniste Claude Parle et de l’astrophysicien Roger Ferlet, il fonde son premier groupe, baptisé le Musik Ensemble, qui crée un spectacle théâtral mettant en scène des expérimentations sonores . L'année suivante il participe à son premier long-métrage. Il sort son premier disque, Musiq Musik, en 1973 sur le label de free jazz Futura. Il participe au seul disque de Pierre Nicolas (le contrebassiste de Georges Brassens) puis enregistre Rock And Roll Station avec Vince Taylor en 1976,. La même année il fonde le label discographique d'Avantage. Il dirige ensuite le festival international Sens Music Meeting (1978, 1980 et 1983).
En 1979 il fonde le groupe de rock expérimental Catalogue avec Jean-François Pauvros et Gilbert Artman. Le joueur d'harmonium Patrick Prado et le batteur Jean-Pierre Arnoux ont également fait partie de la formation à ses débuts. Ils effectuent des tournées en Europe et sortent plusieurs albums, dont Pénétration, enregistré live à Bâle en 1982, est considéré par certains comme le meilleur et le plus représentatif de la créativité du Berrocal de l'époque. 
À Londres en 1980, il participe à l'album Ostranenie 1913 du groupe de musique industrielle Nurse With Wound. Le nom de Berrocal était d'ailleurs apparu sur la Nurse with Wound list l'année précédente. Il rejouera à de nombreuses occasions avec le groupe de Steven Stapleton.
En 1986 il sort Hôtel Hôtel (produit par Jean Rochard) sur nato, considéré par certains comme son album le plus abouti, mêlant musiques électroniques, orientales et free jazz.
En 1990 il joue avec Jacques Thollot et Francis Marmande, à l'occasion rejoints par Hubertus Biermann et Didier Petit et rencontre le producteur américain Jason Willett.
En 2009, il commence à jouer régulièrement avec David Fenech (en duo, en trio avec Ghédalia Tazartès, en trio avec Jason Willett ou en trio avec Vincent Epplay).
En 2021, il publie Fallen Chrome un album réalisé avec le groupe Riverdog (duo de Minneapolis avec Léo Remke-Rochard et Jack Dzik) produit par Jean Rochard pour nato.
Outre les artistes déjà mentionnés, il a notamment collaboré avec Sunny Murray, Pascal Comelade, MKB (F. J. Ossang), James Chance, Alan Shorter, Bernard Vitet, Lol Coxhill, Michel Portal, Lizzy Mercier Descloux, le poète Jacques Doyen, les chanteuses Marie-France, Armande Altai, Marie Möör, la violoncelliste Julia Kent, Daunik Lazro, Didier Levallet, Dennis Charles, Ron Anderson, Mesa of the lost women, Yvette Horner et le chanteur Christophe.

## Discographie
(incomplète)
- 2024, Broken Allures, LP, CD Cold Spring (avec David Fenech et Vincent Epplay, et Cosey Fanni Tutti et Jah Wobble )
- 2024, Boîte Boîte, EP 25cm 33 tours, Akuphone
- 2022, Transcodex, LP Akuphone, CD KlangGalerie (avec David Fenech et Vincent Epplay)
- 2022, Zilveli Villa, 45 tours AcoustiArc (avec David Fenech et Vincent Epplay)
- 2021, Fallen Chrome, nato (avec Riverdog)
- 2020, Exterior Lux, LP Akuphone, CD KlangGalerie (avec David Fenech et Vincent Epplay)
- 2020, Xmas in March, LP, Megaphone + Knock Em Dead, USA (avec David Fenech et Jason Willett)
- 2019, 1973-1976-1979, Coffret + livre + trois albums : Musiq Musik, Parallèles, et Catalogue, LP, CD, Rotorelief
- 2019, Ice Exposure, LP Blackest Ever Black, CD KlangGalerie (avec David Fenech et Vincent Epplay)
- 2018, Fuel 217 / Sacré, 45 tours picture disc, Présence Capitale - dAvantage (avec Anne Gillis, Jacques Doyen)
- 2017, Why, 45 tours, Blackest Ever Black (avec David Fenech et Vincent Epplay)
- 2015, Antigravity, LP, CD, Blackest Ever Black (avec David Fenech et Vincent Epplay)
- 2014, MDLV[6], LP, CD, Sub Rosa.

- 2011, Superdisque[7], LP, CD, Sub Rosa (avec David Fenech et Ghédalia Tazartès)
- 2009, Aether (titre) (avec Laurent Chambert), CD, Gazul, Assemblage de pièces comeladiennes
- 2008, Marie-Antoinette is not dead, (avec Marie France et Jack Belsen), un 17 cm 45 tours vinyle, novembre 2008, Rotorelief, France
- 2002, Prières, 33 tours 10", Alga Marghen, Italy
- 1999, Flash, 33 tours 10", Alga Marghen, Italy
- 1998, B.O. du film de F.J. Ossang, Docteur Chance avec MKB, Gun Club, La Muerte, Nick Cave et Joe Strummer, Last Call, France
- 1997, Oblique Sessions, CD, DSA DSA54054 (avec Pierre Bastien, Pascal Comelade et Jaki Liebezeit)
- 1996, Freezing Sessions (avec James Chance)
- 1996, Rock'n Roll Station, 45 tours, Megaphone Records USA (avec Vince Taylor)
- 1996, Noconnexion, 45 tours, Megaphone Records USA
- 1996, Telectu Berrocal, À Lagárdère, CD, Numérica NUM 1051 (avec Victor Rua, Jorge Lime Barreto)
- 1995,  Telectu Cutler Berrocal, CD, Fábrica De Sons FS 100.001
- 1995,  Jazz Off Multimedia, CD, Ananana Non001 (avec Victor Rua, Jorge Lime Barreto, Louis Sclavis)
- 1994, Outlaws in jazz, CD, Bleu Regard (avec Daunik Lazro, Didier Levallet, Denis Charles)
- 1993, Fatal Encounters, CD, Megaphone Records, rééd. 1994, CD, DSA
- 1991, La nuit est au courant, CD, In Situ IS 040 (avec Hubertus Biermann, Francis Marmande, Jacques Thollot)
- 1987, Catalogue : Insomnie, LP, Blue Silver 8247, rééd. 1995 (CD, Spalax Music, 14920) (avec Gilbert Artman et Jean-François Pauvros)
- 1987, Catalogue : Pas touch’, 45 tours, Blue Silver 8243 (avec Gilbert Artman et Jean-François Pauvros)
- 1986, Alternate Cake, 1 titre (nato 824) (avec Sylvia Hallett, Daunik Lazro, Tony Marsh et Pierre Bastien)
- 1986, Hotel Hotel, LP nato, rééd. 1996 (CD, nato)
- 1984, Vidéo-Aventures : Caméra (In Focus), LP, Tago Mago TM331, rééd. 1997 (Spalax Music 14973) (avec Dominique Grimaud, Monique Alba, Sophie Jausserand, Gilbert Artman, Guigou Chenevier)
- 1984, Six séquences pour Alfred Hitchcock, 1 titre (nato 304)
- 1982, Catalogue : Pénétration, LP+Maxi, Hathut Records, ART 1997/981982, rééd. 1996 (CD, Hat ART, CD 6167) (avec Jean-François Pauvros, Gilbert Artman)
- 1979, Catalogue :  Antwerpen Live 11 Aug. 1979 1.30h België , LP, Pot Record, POT 79011979, rééd. 1996 (CD, Spalax Music 14966) (avec Michel Potage, Jean-François Pauvros, Patrick Prado, Jean-Pierre Arnoux)
- 1979, Catalogue, LP, d'Avantage, DAV 03, rééd. 2005 (CD, Alga Marghen, B 9TES.058), rééd. 2019 (LP, Rotorelief)
- 1977, Parallèles, LP, d'Avantage, DAV 01, rééd. 2001 (CD, Alga Marghen, B 5TES.037), rééd. 2019 (LP, Rotorelief)
- 1973, Musiq Musik (avec Dominique Coster et Roger Ferlet), LP Futura Son 06, rééd. 2001 (Fractal), rééd. 2019 (LP, Rotorelief)

## Filmographie
- Les Chants de Bataille - Jac Berrocal, un film de Guy Girard, 47 min, Production : ATOPIC, Candela, Absynthe production, Avidia, TV10 Angers, FCM, Sacem, Procirep, Ministère des Affaires étrangères, 2004(?).

### Acteur
- 2019, Felix in Wonderland, de Marie Losier ;
- 2018, Clochard, de Kytao ;
- 1992, Confessions d'un barjo, de Jérôme Boivin ;
- 1989, Le Troisième Millénaire, de Patrick Prado, Berlin ;
- 1988, And so died Riabouchinska, (Ray Bradbury), de Denys Granier-Deferre ;
- 1987, Iréna et les ombres, d'Alain Robak ;
- 1987, Agent trouble, de Jean-Pierre Mocky ;
- 1987, Le Miraculé, de Jean-Pierre Mocky ;
- 1985, Rouge Baiser, de Véra Belmont ;
- 1985, Diesel, de Robert Kramer ;
- 1971, Haré Raama Haré Krishna, de Dev Anand ;